# 死刑犯
死刑犯（英語：Death row prisoner，或稱死囚、死刑囚犯）常指被司法宣判為死刑，而尚未被處決的犯人。他們被監禁在監獄中（中国大陆、台灣及日本的死刑犯則是囚禁在看守所內），等待死刑的執行。但是在被司法定讞之前，會有很長的時間必須待在監獄中。如果他們選擇冗長費時的上訴程序，囚犯可能在執行死刑前，要等待好幾年甚至數十年的時間。

## 各国情况
中华人民共和国是全世界死刑犯最多的国家，死刑会在最高人民法院核准后的七天内被以枪决或者注射药物的方式执行。美國有將近4分之1的死囚，其實是在監獄中自然死亡。

## 外部連結
- "死刑犯" - 搜索 Google 圖書
- "Death row" - 搜索 Google 圖書
- Last Words from Death Row Inmates
- Texas's official Death Row website
- Arizona Department of Corrections Death Row Information
- Photos from The Arizona Republic -- the faces of Arizona's Death Row
- Death row facts （页面存档备份，存于）
- Louisiana Correctional Institute For Women